# 창원초등학교
창원초등학교(昌原初等學校)는 대한민국 경상남도 창원시 의창구 서상동에 있는 공립 초등학교이다.

## 학교 소개
1907년 창흥학교라는 이름으로 개교하였고, 의창구·성산구(구 창원시)에서 처음으로 세운 초등학교이다.
'바른 인성을 지닌 건강하고 지혜로운 창원 어린이'를 바라는 인간상으로 하고 있다.

## 학교 연혁
- 1907년 11월 25일 사립 창흥학교 개교(창원면 서상리 576-1)
- 1915년 4월 1일 창원공립보통학교 개편
- 1917년 3월 25일 제1회 졸업식
- 1938년 4월 1일 창원동공립심상소학교로 변경
- 1941년 4월 1일 창원동공립국민학교로 변경
- 1946년 7월 31일 창원국민학교로 변경
- 1973년 9월 19일 마산창원국민학교로 변경(마산시 편입)
- 1980년 4월 1일 창원국민학교 명칭 환원(행정구역 개편)
- 1996년 3월 1일 창원초등학교로 교명 변경
- 2007년 11월 25일 개교 100주년 기념일
- 2009년 2월 25일 BTL(민자유치)사업 본관 4층 및 체육관 준공
- 2009년 4월 25일 100주년 기념행사 실시
- 2017년 2월 17일 제101회 졸업 89명(누계: 21057명)
- 2017년 3월 1일 26학급(특수학급2), 병설유치원2학급 편성
- 2017년 9월 1일 제42대 성경은 교장 취임

## 참고 문헌
- 창원초등학교 - 한국교육학술정보원 학교알리미

## 같이 보기
- 창원초등학교 축구단